# Blepharopsis mendica

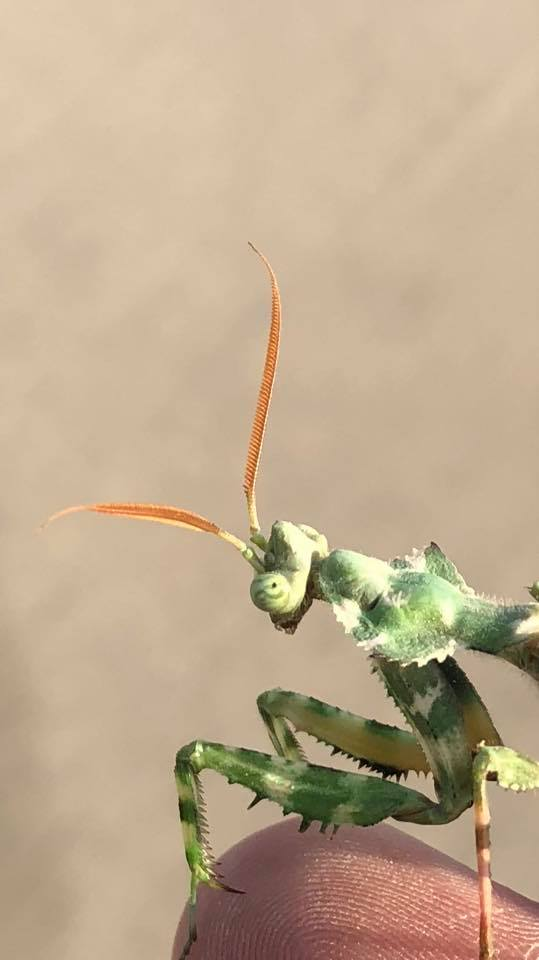
Blepharopsis mendica

Blepharopsis mendica (лат.) — вид богомолов из семейства эмпузовых (Empusidae), единственный в роде Blepharopsis Rehn, 1902.

## Описание
Пронотум примерно такой же длины, как и тазики передних ног, или немного длиннее их. Тазики средней и задней пар ног несут преапикальные лопасти. Проторакс продольный (в несколько раз длиннее своей ширины). Усики самцов гребенчатые. Вершина головы имеет выступ.
Длина тела от 52 до 61 мм. Окраска переднеспинки зелёно- или коричнево-белая.
Используются любителями при домашнем разведении.

## Ареал и места обитания
Встречаются в северной и восточной Африке, на Ближнем Востоке: Алжир, Афганистан, Египет, Израиль, Индия, Иордания, Иран, Канарские острова, Кипр, Ливан, Ливия, Марокко, Мавритания, Нигер, Оман, Пакистан, Сомали, Судан, Тунис, Турция, Чад, Эфиопия.
Обитают в полупустынных и горных регионах.

## Классификация
Выделяют 2 подвида:
- Blepharopsis mendica mendica (Fabricius, 1775)
- Blepharopsis mendica nuda Giglio-Tos, 1917 — Аравия, Йемен, Палестина, Сомали, Эфиопия; Афганистан?

Некоторые систематики придают подвидам статус самостоятельных видов.